# Waldemar Puławski
Waldemar Puławski (ur. 23 maja 1956 r. w Warszawie) – polski prokurator, absolwent Wydziału Prawa i Administracji Uniwersytetu Warszawskiego, w latach 2016–2018 zastępca Prokuratora Generalnego.

## Życiorys
Od 1984 był asesorem w Prokuraturze Rejonowej Warszawa Praga Południe. 
1 września 1985 objął funkcję wiceprokuratora, a następnie – od 1 stycznia 1988 roku – funkcję prokuratora Prokuratury Rejonowej Warszawa Praga Południe. 31 maja 1990 rozpoczął pracę w Prokuraturze Wojewódzkiej w Warszawie, gdzie pełnił funkcję Naczelnika Wydziału Organizacyjno-Wizytacyjnego. Od 1992 do 2016 wykonywał zawód adwokata. Od 25 stycznia do 25 kwietnia 2016 był Dyrektorem Departamentu Kadr w Ministerstwie Obrony Narodowej.
Do prokuratury powrócił w kwietniu 2016. Od 10 maja 2016 był zastępcą Prokuratora Generalnego ds. wojskowych. Piastował to stanowisko do lutego 2018, pozostając prokuratorem Prokuratury Krajowej.
W 2018 roku zgłosił swoją kandydaturę na sędziego Izby Dyscyplinarnej Sądu Najwyższego.